# Rockwell-MBB X-31
El Rockwell-Messerschmitt-Bölkow-Blohm X-31 Enhanced Fighter Maneuverability es un avión experimental creado como un programa de colaboración germano-estadounidense para probar la tecnología de empuje vectorial en los aviones de caza. El empuje vectorial permite que el X-31 pueda volar en una dirección distinta a la que apunta la parte delantera del avión, haciéndolo significativamente más maniobrable que la mayoría de los cazas convencionales. Un avanzado sistema de control de vuelo le permite mantener el vuelo controlado a grandes ángulos de ataque cuando un avión convencional entraría en pérdida.
- X-31 Nº de serie 164584: 292 vuelos, estrellado el 19 de enero de 1995 al norte de la Edwards AFB, CA. El accidente fue provocado por acumulación de hielo dentro del tubo Pitot, enviando información de velocidad aerodinámica incorrecta a los computadores de control de vuelo. El piloto se eyectó y salió ileso.[1][2][3]
- X-31 N.S. 164585: 288 vuelos. Ahora se encuentra expuesto en el Oberschleißheim museum (parte del Deutsches Museum).

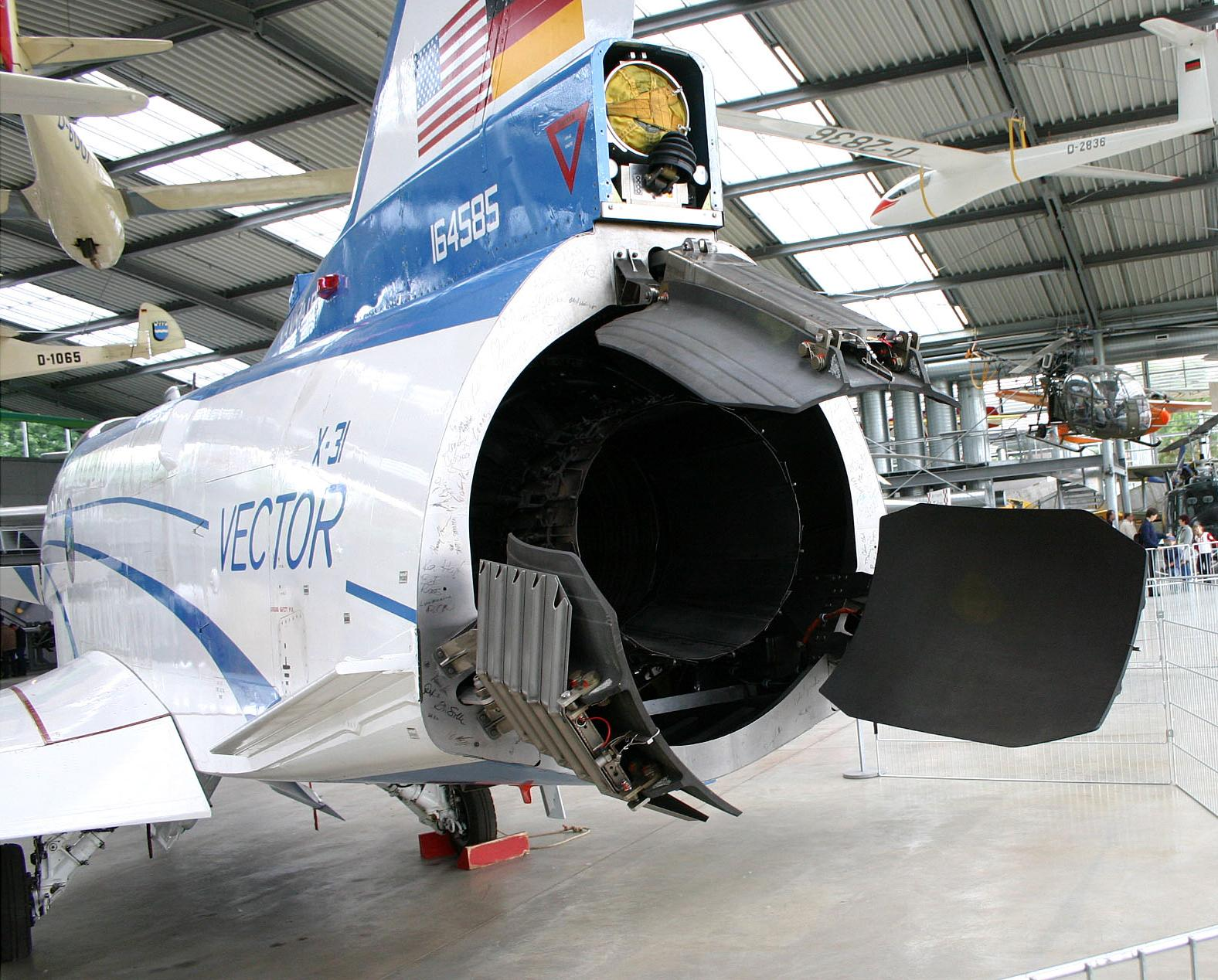
Tobera del X-31, expuesto en el Oberschleißheim museum.

## Especificaciones

### Características generales
- Tripulación: 1 piloto
- Longitud: 13,2 m
- Envergadura: 7,3 m
- Altura: 4,4 m
- Superficie alar: 21 m²
- Peso vacío: 4.633 kg
- Peso cargado: 6.336 kg
- Peso máximo al despegue: 6.336 kg
- Planta motriz: 1× turbofán General Electric F404-GE-400.
  - Empuje normal: 71 kN 16.000 lbf de empuje.

### Rendimiento
- Velocidad máxima operativa (Vno): 1.550 km/h (Mach 1,28)
- Techo de vuelo: 12.200 m
- Régimen de ascenso: 218 m/s
- Carga alar: 300 kg/m²

## Cultura popular
Aparece en el videojuego Skyblazer como avión jugable

### Aeronaves similares
- Grumman X-29
- McDonnell Douglas F/A-18 HARV

### Secuencias de designación
- Secuencia X-_ (Aviones eXperimentales estadounidenses, 1948-presente): ← X-28 - X-29 - X-30 - X-31 - X-32 - X-33 - X-34 →

### Listas relacionadas
- Anexo:Aeronaves de la Fuerza Aérea de los Estados Unidos (históricas y actuales)